# 斑條麗脂鯉
斑條麗脂鯉，為輻鰭魚綱脂鯉目脂鯉科的一個種。

## 分布
本魚分布於墨西哥至阿根廷間的淡水溪流。

## 特徵
本魚體背為褐色，腹部為銀白色。側線上有一條從鰓蓋後側延伸至尾柄，其顏色由銀色逐漸轉變成黑色。眼大，尾鰭叉型，上下葉為紅色。背鰭棘1枚；背鰭軟條9枚；臀鰭棘2枚；臀鰭軟條2枚。體長可達雄魚可達16.8公分；雌魚最長可達12公分。

## 生態
本魚棲息於水流較緩或靜水的區域的溪流與河川，屬雜食性，性情活潑。

## 經濟利用
可作為食用魚，但多刺。